# The Great Poison Mystery
The Great Poison Mystery è un cortometraggio muto del 1914 diretto da Frank Wilson.

## Trama
Una donna avvelena il marito per fuggire con l'amante.

## Produzione
Il film fu prodotto dalla Hepworth.

## Distribuzione
Distribuito dalla Feature Film Agency, il film - un cortometraggio in tre bobine conosciuto anche con il titolo alternativo The Tragedy of Basil Grieve - uscì nelle sale cinematografiche britanniche nel maggio 1914. La Hepworth-American lo distribuì negli Stati Uniti il 13 luglio dello stesso anno.
Il film fu distrutto nel 1924 dallo stesso produttore, Cecil M. Hepworth. Fallito, in gravissime difficoltà finanziarie, il produttore pensò in questo modo di poter almeno recuperare il nitrato d'argento della pellicola.